# Cheilanthes nielsii
Cheilanthes nielsii är en kantbräkenväxtart som beskrevs av W. Jacobsen. Cheilanthes nielsii ingår i släktet Cheilanthes och familjen Pteridaceae. Inga underarter finns listade.